# Akata Woman
Akata Woman (titre original : Akata Woman) est un roman de fantasy de Nnedi Okorafor publié en 2022 puis traduit en français et publié en 2024. Ce roman est le troisième de la série Akata, précédé par Akata Witch paru en 2011 et par Akata Warrior paru en 2017.
Akata Woman a obtenu le prix Lodestar du meilleur livre pour jeunes adultes 2023.

## Éditions
- Akata Woman, Viking Press, 18 janvier 2022, 416 p.  (ISBN 978-0-451-48058-3)
- Akata Woman, L'École des loisirs, coll. « Médium + », 23 octobre 2024, trad. Anne Cohen Beucher, 416 p.  (ISBN 978-2-211-28496-7)